# MCA Records
MCA Records fue un sello discográfico propiedad del grupo Music Corporation of America. La discográfica, al igual que todo el conglomerado de MCA Inc., fue absorbido por el grupo Geffen Records.

## Historia
MCA realizó su aparición en el mercado musical en 1962 con la compra del sello británico Decca Records, que había fijado su base en Nueva York. Como American Decca, el nuevo grupo se hizo con Universal Pictures para más tarde fundar Uni Records y en 1967 comprar Kapp Records. Es entonces cuando el grupo comienza a comercializar el nuevo sello resultante, MCA Records.
La mayoría de los primeros artistas de MCA Records fueron grupos británicos, como Budgie, Stackridge, y Wishbone Ash. En 1970, se incluyó a Compo Company, el primer sello independiente de la historia de Canadá, en MCA Records Canada. Un año más tarde se llevaron Decca y Kapp, junto a Uni, a la sede que MCA Records poseía en Universal City, California. El primer lanzamiento de MCA Records fue el sencillo "Crocodile Rock", extraído del Don't Shoot Me I'm Only the Piano Player, el sexto álbum de Elton John. Álbum que fue completamente distribuido por MCA.
Durante los años 1970, MCA disfrutó del éxito de otros artistas de prestigio como lo estaba haciendo con Elton John. El dúo Sonny & Cher, bajo Kapp Records, comenzaba a perder fuerza en las listas americanas y su popularidad no era ya como la de sus comienzos, allá por 1964. Es entonces cuando Cher decidió emprender su carrera en solitario. En 1971, la cantante lanzó Gypsys, Tramps & Thieves, uno de los discos más exitosos de la artista y bajo el sello de Kapp Records. En 1973 llegó Half-Breed, otro gran éxito y ya con la firma de MCA Records.
En 1979 MCA Records compró ABC Records, con todas sus filiales Paramount Records, Dunhill Records, Impulse Records, Westminster Records, y Dot Records. Durante los años 1980, el sello tuvo éxitos como los logrados con Tom Petty y en 1988 fue comprada Motown Records, la cual sería vendida en 1993 a PolyGram.
Ya en la década de los 90, fueron adquiridas GRP Records y Geffen Records, que pasaron a formar parte del conglomerado MCA Music Entertainment Group. En 1990, MCA Inc. fue comprada por Matsushita Electric. En 1995 el grupo Seagram se hizo con el 80% de MCA y su división musical, MCA Music Entertainment Group, pasó a llamarse Universal Music Group. En esta década, MCA logró importantes éxitos con artistas como Mary J. Blige y con bandas como blink-182, con sus álbumes Dude Ranch y el superventas Enema of the State. Sublime y su exitoso álbum homónimo en 1996 (ganador de cinco discos de platino), Aqua y su hit Aquarium, y The Roots.
En la primavera de 2003, MCA Records fue absorbida por el grupo Geffen Records, que gestionó todos los lanzamientos del sello excepto con MCA Nashville Records, que no fue renombrada y que continúa distribuyendo sus discos de música country bajo el grupo Universal Music Group Nashville, el mayor grupo musical de música country del mundo que posee, además de MCA Nashville, Mercury Nashville Records y Lost Highway Records.
Todo el catálogo de bandas de MCA, salvo los de música country, pasó a formar parte de Geffen Records.